# ディルク・デ・グラーフ・ファン・ポルスブルック

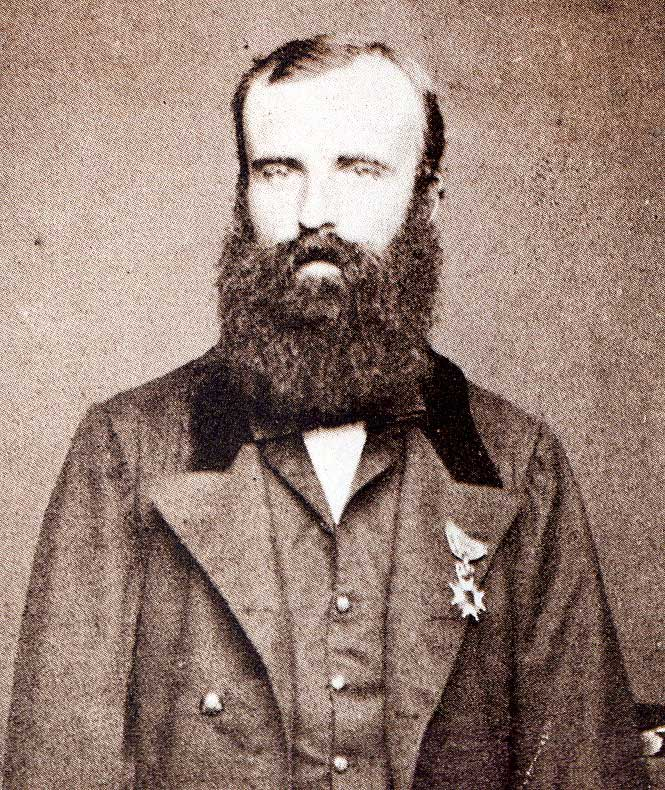
ディルク・デ・グラーフ・ファン・ポルスブルック

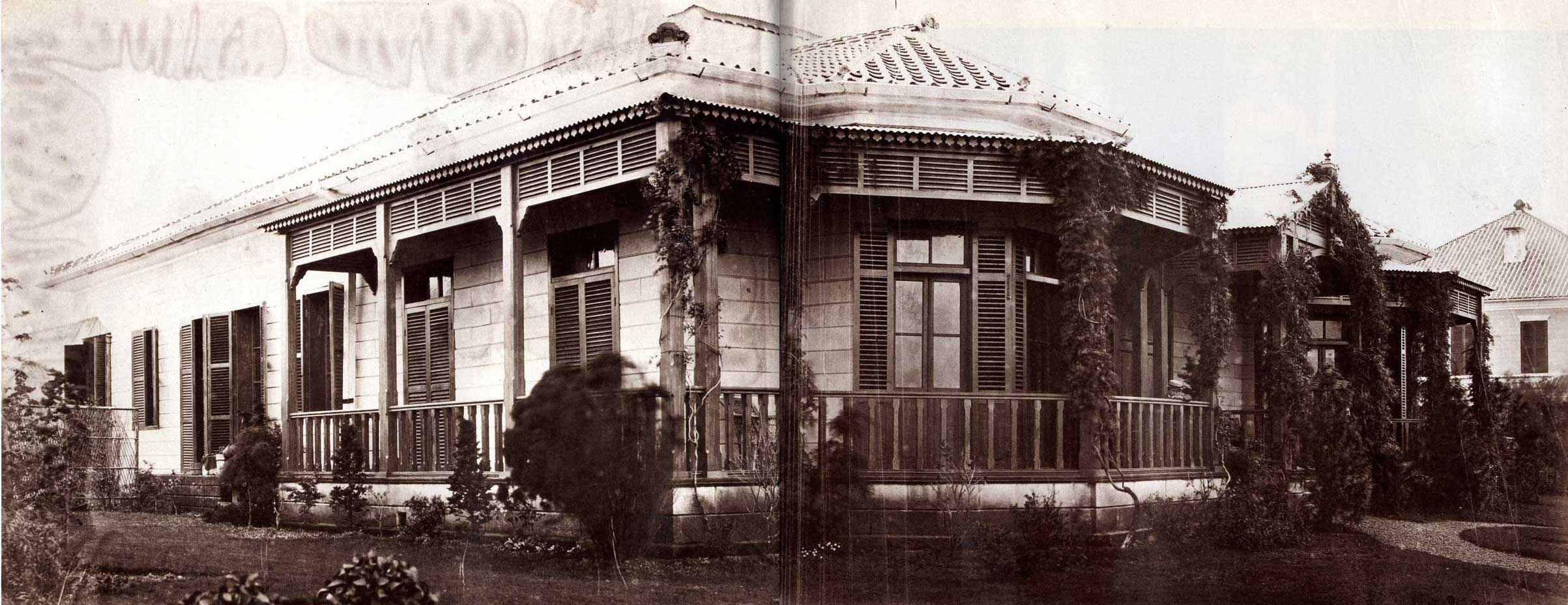
横浜の自宅

ディルク・デ・グラーフ・ファン・ポルスブルック（Dirk de Graeff van Polsbroek、1833年8月29日アムステルダム - 1916年6月27日）は、日本で成功を収めたオランダの外交官。1863年7月、駐日総領事兼外交事務官に就任した。また、欧米諸国と日本との多くの外交交渉において主要な役割を果たした。また、デンマーク、スウェーデン、ノルウェーの代表も務め、一時的にではあるがプロイセンとスイスの代表も兼ねた。

## 経歴

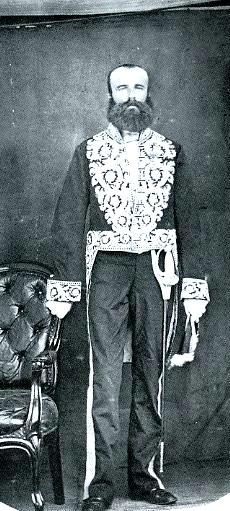
ディルク・デ・グラーフ・ファン・ポルスブルック（1863年頃、出島にてアントニウス・ボードウィン撮影

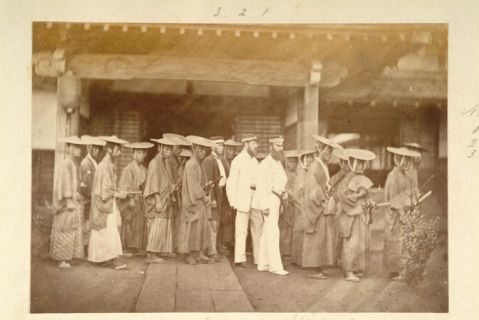
警備の侍たちを従えオランダ副領事J.P.メットマンと

ポルスブルックは、1833年8月28日に、オランダの貴族であるデ・グラーフ家の一員として生まれた。父はツイト＝ポルスブルック、プーマランドおよびイルペンダム伯ゲリット・デ・グラーフ・ファン・ポルスブルック4世（Gerrit de Graeff (IV) van Zuid-Polsbroek, heer van Zuid-Polsbroek, en Purmerland en Ilpendam）、母はカロリーナ・ウルスリナ・ステファニア・エンゲルス（Carolina Ursulina Stephania Engels）である。日本滞在中に、女中として同居していた小山おちょうとの間に長男ピーテル（1861年6月8日-1914年8月7日）をもうけている。1872年にボンネ・エリザベート・ロイエル（Bonne Elisabeth Royer）と結婚。5人の子供をもうけるが、そのうちの一人は後に駐日オランダ大使、オランダ領東インド総督、オランダ外務大臣を歴任したアンドリース・コルネリス・ディルク・デ・グラーフ（Andries Cornelis Dirk de Graeff、1872年8月7日 – 1957年4月24日）である。
本名はディルク・デ・グラーフであるが、1853年に東インドに赴任した際に「ファン・ポルスブルック」の自称を加えた。おそらく植民地陸軍に勤務していた兄弟と区別するためと思われる。バタヴィアの植民地政府で勤務した後、1857年6月に出島に2等補佐官として赴任した。1859年7月、横浜の開港に伴い、同地の副領事となった（当初領事館は神奈川にあったため、肩書きは神奈川副領事である）。1863年7月、日本との外交担当政庁が植民地省から外務省に変わると、ポルスブルックの肩書きは駐日総領事兼外交事務官に変わった。1868年、駐日オランダ公使の肩書きを得た。1869年2月、ポルスブルックは新しい首都となった東京において明治天皇に信任状を提出した。外交官としての経歴は、1870年に北京への赴任を拒否したことで終わる。在日中、1858年に彼の同僚であるカール・ユリウス・テクストル（Carl Julius Textor）が設立した Textor & Co.の共同経営者でもあった。また、日本最初の競馬である横浜レーシング倶楽部の設立者の一人でもある。
ポルスブルックは、日本とベルギー、デンマーク、ハンザ同盟、スイス、スウェーデン/ノルウェーといった欧州の小国との交渉も支援した。1870年、オランダへの帰国の際に北京への赴任を命じられたがこれを受けず、オランダ通商協会（Nederlandsche Handel-maatschappij）の理事に就任し、ハーグに住んだ。1873年に岩倉使節団がオランダを訪問した際には、政府側の担当を務めた。1870年代にヨンケールの称号をつけてヨンケール・デ・グラーフ（Jonkheer De Graeff）となり、それ以降は自称していたファン・ポルスブルックの名前は使っていない。
1916年6月27日、ポルスブルックはハーグにて没した。

## 著作
- 『ポルスブルック日本報告 オランダ領事の見た幕末事情　一八五七－一八七〇』 
  - 生熊文訳、雄松堂出版「東西交流叢書 8」、1995年、オンデマンド版2007年。ISBN 4-8419-3127-9

ヘルマン・ムースハルト編、日記と手紙による幕末事情。関連写真約60枚収録